# 伊格尼亚
伊格尼亚，是西班牙卡斯蒂利亚-莱昂莱昂省的一个市镇。 总面积206平方公里，2001年普查人口總數為1824人，人口密度為每平方公里9人。